# Jacopo Quadri
Jacopo Quadri (Milano, 17 novembre 1964) è un montatore italiano.
Figlio di Franco Quadri e della giornalista e scrittrice Marisa Rusconi, è padre dell'attrice Ondina Quadri e di Tito Quadri (2000).

## Filmografia parziale

### Montatore

#### Cortometraggi
- Concertino, regia di Marco Simon Puccioni e Guido Santi (1990)
- Veglia, regia di Mario Martone (1993)
- Antonio Mastronunzio pittore sannita, regia di Mario Martone (1994)
- Dov'è Yankel?, regia di Paolo Rosa (1994)
- Il diario di Charlie, regia di Karolos Zonaras (1995)
- Mille giorni a Sarajevo, regia di Giancarlo Bocchi - documentario (1996)
- Sarajevo terzo millennio, regia di Giancarlo Bocchi - documentario (1996)
- Una storia Saharawi, regia di Mario Martone - documentario (1996)
- Pietà perfetta, regia di Karolos Zonaras (1997)
- L'uomo di carta, regia di Stefano Incerti (1997)
- L'amore non ha confini, regia di Paolo Sorrentino (1998)
- Il mare di sotto, regia di Sandro Dionisio (1998)
- I colori della città celeste, regia di Pappi Corsicato (1999)
- Nulla due volte, regia di Alessandro Rossetto (2005)
- Linea nigra, regia di Anna Gigante (2010)
- Tanti futuri possibili. Con Renato Nicolini, regia di Gianfranco Rosi - documentario (2012)
- Ammore, regia di Paolo Sassanelli (2013)
- Pastorale cilentana, regia di Mario Martone (2015)
- Amore disperato, regia di Paolo Sassanelli (2017)

#### Lungometraggi
- Gelosi e tranquilli, regia di Enrico Ghezzi, episodio del film Provvisorio quasi d'amore (1988)
- Le mosche in testa, regia di Maria Daria Menozzi e Gabriella Morandi (1991)
- Morte di un matematico napoletano, regia di Mario Martone (1992)
- Rasoi, regia di Mario Martone (1993)
- L'amore molesto, regia di Mario Martone (1995)
- Il mondo alla rovescia, regia di Isabella Sandri (1995)
- Trafitti da un raggio di sole, regia di Claudio Del Punta (1995)
- Il verificatore, regia di Stefano Incerti (1995)
- Lo zio di Brooklyn, regia di Ciprì e Maresco (1995)
- Escoriandoli, regia di Antonio Rezza (1996)
- La stirpe di Iana, regia di Pappi Corsicato, Il diavolo in bottiglia, regia di Stefano Incerti, La salita, regia di Mario Martone, episodi del film I vesuviani (1997)
- L'amico di Wang, regia di Carl Haber (1997)
- Ovosodo, regia di Paolo Virzì (1997)
- Fuochi d'artificio, regia di Leonardo Pieraccioni (1997)
- L'assedio, regia di Bernardo Bertolucci (1998)
- Teatro di guerra, regia di Mario Martone (1998)
- Mare largo, regia di Ferdinando Vicentini Orgnani (1998)
- Baci e abbracci, regia di Paolo Virzì (1999)
- Bibione Bye Bye One, regia di Alessandro Rossetto - documentario (1999)
- Diciassette anni (Guo nian hui jia), regia di Zhang Yuan (1999)
- Una donna del nord (Een vrouw van het noorden), regia di Frans Weisz (1999)
- Garage Olimpo, regia di Marco Bechis (1999)
- Questo è il giardino, regia di Giovanni Davide Maderna (1999)
- Bicho de Sete Cabeças, regia di Laís Bodanzky (2000)
- Liberate i pesci!, regia di Cristina Comencini (2000)
- Il mnemonista, regia di Paolo Rosa (2000)
- Un posto al mondo, regia di Mario Martone e Jacopo Quadri - documentario (2000)
- My Name Is Tanino, regia di Paolo Virzì (2002)
- Chiusura, regia di Alessandro Rossetto - documentario (2002)
- La volpe a tre zampe, regia di Sandro Dionisio (2002)
- The Dreamers - I sognatori, regia di Bernardo Bertolucci (2003)
- L'odore del sangue, regia di Mario Martone (2004)
- Mare nero, regia di Roberta Torre (2006)
- Lezioni di volo, regia di Francesca Archibugi (2007)
- Below Sea Level, regia di Gianfranco Rosi - documentario (2008)
- Noi credevamo, regia di Mario Martone (2010)
- El sicario - Room 164, regia di Gianfranco Rosi - documentario (2010)
- Acciaio, regia di Stefano Mordini (2012)
- Pandemia, regia di Lucio Fiorentino (2012)
- Io e te, regia di Bernardo Bertolucci (2012)
- Piccola patria, regia di Alessandro Rossetto (2013)
- Sacro GRA, regia di Gianfranco Rosi - documentario (2013)
- Il giovane favoloso, regia di Mario Martone (2014)
- Fuocoammare, regia di Gianfranco Rosi - documentario (2016)
- Pericle il nero, regia di Stefano Mordini (2016)
- Ella & John - The Leisure Seeker (The Leisure Seeker), regia di Paolo Virzì (2017)
- Capri-Revolution, regia di Mario Martone (2018)
- Notti magiche, regia di Paolo Virzì (2018)
- Il sindaco del rione Sanità, regia di Mario Martone (2019)
- Waiting for the Barbarians, regia di Ciro Guerra (2019)
- Notturno, regia di Gianfranco Rosi - documentario (2020)
- Qui rido io, regia di Mario Martone (2021)
- Il paradiso del pavone, regia di Laura Bispuri (2021)
- Nostalgia, regia di Mario Martone (2022)
- Siccità, regia di Paolo Virzì (2022)
- Educazione fisica, regia di Stefano Cipani (2022)
- Fuori, regia di Mario Martone (2025)

### Supervisione al montaggio
- L’Orchestra di Piazza Vittorio, regia di Agostino Ferrente (2006)

- Vita agli arresti di Aung San Suu Kyi, regia di Marco Martinelli (2017)

### Regista

#### Documentari
- La terra trema, co-regia di Mario Martone (1998)
- Un posto al mondo, co-regia di Mario Martone (2000)
- La scuola d'estate (2014)
- Il paese dove gli alberi volano, co-regia di Davide Barletti (2015)
- Lorello e Brunello (2017)
- Ultimina (2020)

## Riconoscimenti
- 1998 - David di Donatello
  - Miglior montatore (Teatro di guerra)
- Ciak d'oro
  - 1999 Miglior montaggio per L'assedio[1]
  - 2000 Miglior montaggio per Garage Olimpo
  - 2004 Miglior montaggio per L'odore del sangue e The Dreamers - I sognatori[2]
  - 2011 Miglior montaggio per Noi credevamo[3]
  - 2016 Miglior montaggio per Fuocoammare[4]